# Habakuk könyve
Habakuk könyve a 8. kispróféta, protokanonikus könyv a Bibliában, az Ószövetségben. Jelentőségét fokozza, hogy az egyes számú kumráni barlangból került elő egy Habakuk-tekercs, jelzése (1QpHab).
A könyv három részének első két részében egy párbeszédet figyelhetünk meg, amely Isten és a próféta közt jön létre. A könyv fontos szerepet játszik a kereszténységben, mivel az Újszövetség többször is utal Habakkuk könyvére, főleg a 2. rész 4b verse: "az igaz ember a hite által él". Pál apostolnak egyik kedvenc gondolata, mivel három levelében is felhasználja ezt: Róm. 1:17, Gal. 3:11 és Zsid. 10:38-ban is.

## A szerző
Habakuk (héber חבקוק) prófétálása a babiloni fogság előttre tehető a Júdai Királyságban. Neve átölelést jelent. Élete alig ismert.

## Mondanivalója
A próféta előre jelzi, hogy a káldeusok - "a vakmerő és kegyetlen nemzet" - felkel Júda háza ellen. Habakuk ezt a jövőbeli támadást a nép között elterjedt erőszakkal, igazságtalansággal, törvénytelenséggel magyarázza. El fog bukni Jeruzsálem is. A káldeusokat ítéletre támasztotta Isten. De ők sem cselekszenek tisztán, így Babilon büszkesége is elvész. El fog pusztulni Babilon, népe hiába fordul bálványaihoz. Az írás utolsó részében a próféta magasztalja a Mindenhatót, és ígéri lesz irgalom azoknak akik bíznak és örvendeznek Istenben.